# Dasineura corollae
Dasineura corollae är en tvåvingeart som beskrevs av Gagne 1977. Dasineura corollae ingår i släktet Dasineura och familjen gallmyggor. Inga underarter finns listade i Catalogue of Life.